# Banco de Galicia (monte submarino)
El banco de Galicia es un monte submarino situado en el océano Atlántico, y que se encuentra a unos 200 km al oeste de la costa gallega de Finisterre y cuya profundidad oscila entre los 650 y 1500 metros. Tiene puntos de caídas abruptas que llegan hasta los 5000 metros de profundidad. El monte está formado por lava basáltica y corteza oceánica, recubierto por sedimentos formados por la acumulación de caparazones de foraminíferos. Conforma un ecosistema donde habitan 86 especies de peces y el coral Lophelia pertusa. Está declarado como Zona especial de conservación (ZEC) y zona de especial protección para las aves (ZEPA). El hundimiento del buque petrolero Prestige hizo que se investigara esta región que casi se desconocía y se iniciara su declaración como lugar de importancia comunitaria (LIC).

## Geografía
La zona menos profunda tiene una extensión de unos 6 200 km², y un canal de unos 2 500 m de profundidad separa el banco de la plataforma continental. De forma irregular, en la zona este se eleva un pico de unos 600 m y al norte-noroeste desciende en suave pendiente desde los 1 000 m hasta la zona abisal, a 5 000 m de profundidad.
El monte está formado por lava basáltica de la corteza oceánica, recubierta por sedimentos formados sobre todo por la acumulación de caparazones de foraminíferos.

## Flora y fauna
El banco de Galicia conforma un ecosistema de alta riqueza en especies. La estructura de las comunidades ecológicas son significativamente distintas de las de la plataforma continental y de los fondos abisales.

### Fauna bentónica
Las corrientes marinas en la plataforma favorecen la presencia de organismos bentónicos filtradores.
La macrofauna de bentos filtradores están las esponjas, los corales y gorgonias y las estrellas de mar. En las zonas más profundas se han hallado un elevado número de asteroideos. Entre las varias especies carnívoras, sobre todo crustáceos, destaca por su interés pesquero el cangrejo real (Chaceon affinis).
Las especies de coral abundan, y están presente especies como Lophelia pertusa, que son características de las aguas frías. Esta especie le da la posibilidad a otras especies para alojarse en sus "crestas", con lo que favorece el asentamiento de una importante diversidad en este monte submarino.

### Fauna abisal y pelágica
Allí habitan 86 especies de peces, entre ellas 11 de elasmobranquios (tiburones y rayas), entre ellas Dalatias licha y Dipturus batis (Raja batis Linnaeus), esta última propuesta como especie amenazada por el convenio OSPAR para el Atlántico noroeste. Entre los teleósteos destacan, entre otros, el bocanegra (Epigonus telescopus), Lepidion eques, Malacocephalus laevis y Trachyscorpia cristulata. Hay cetáceos, tortugas y aves marinas asociadas a este banco gallego.

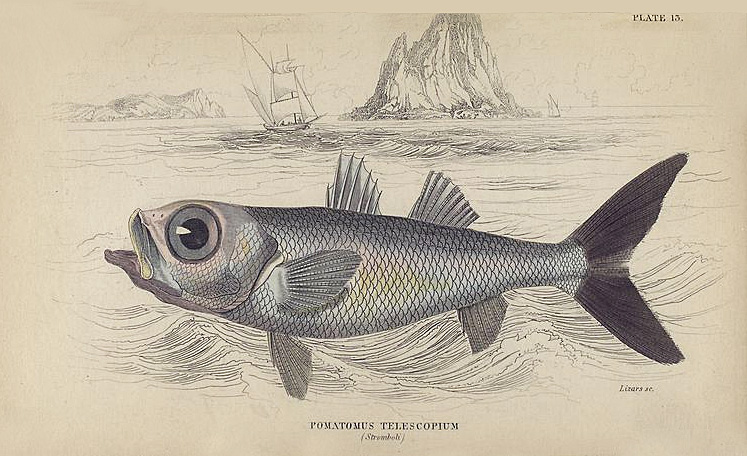
Dibujo de Epigonus telescopus (antes Pomatomus telescopus) de 1835.
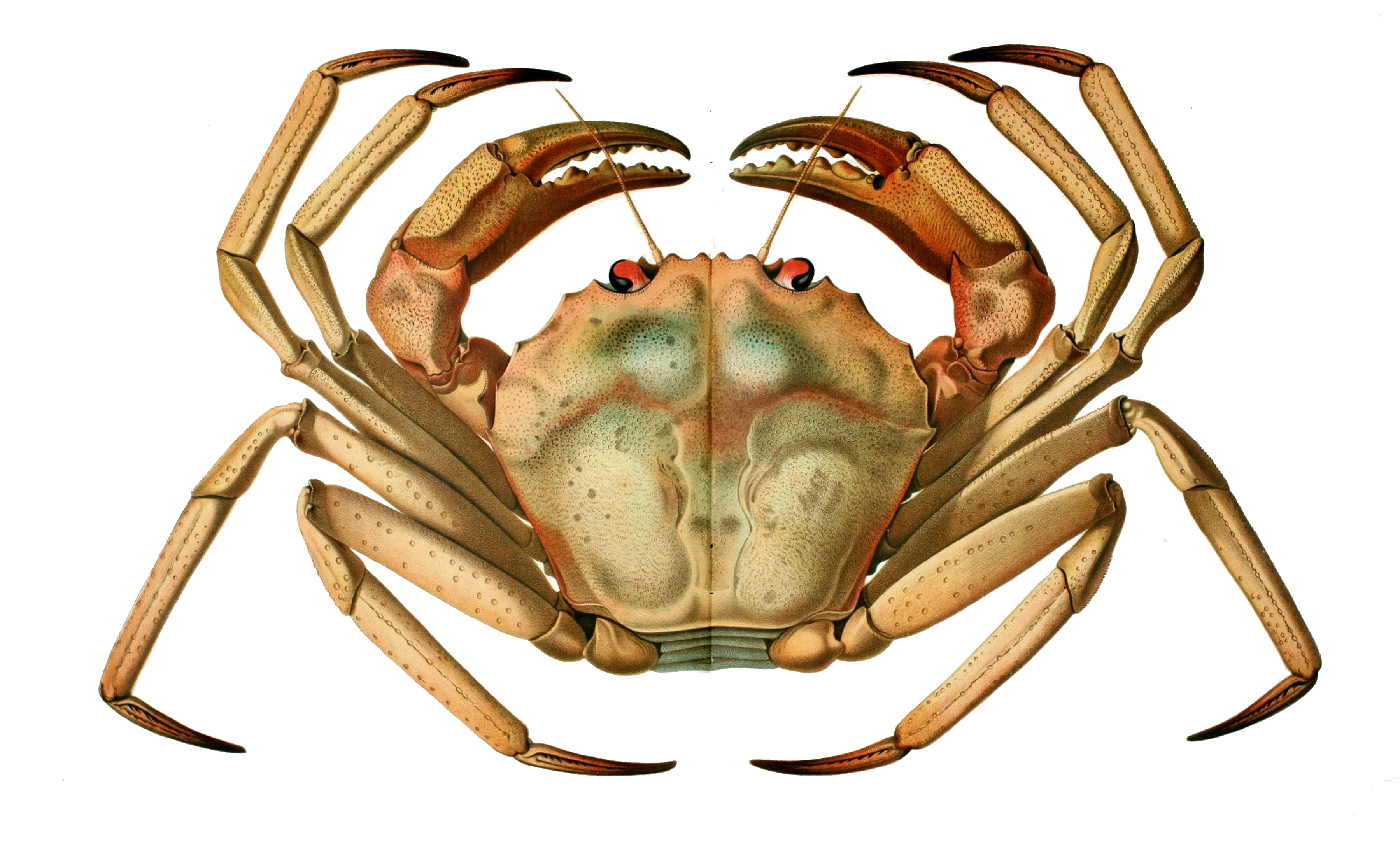
Cangrejo real.
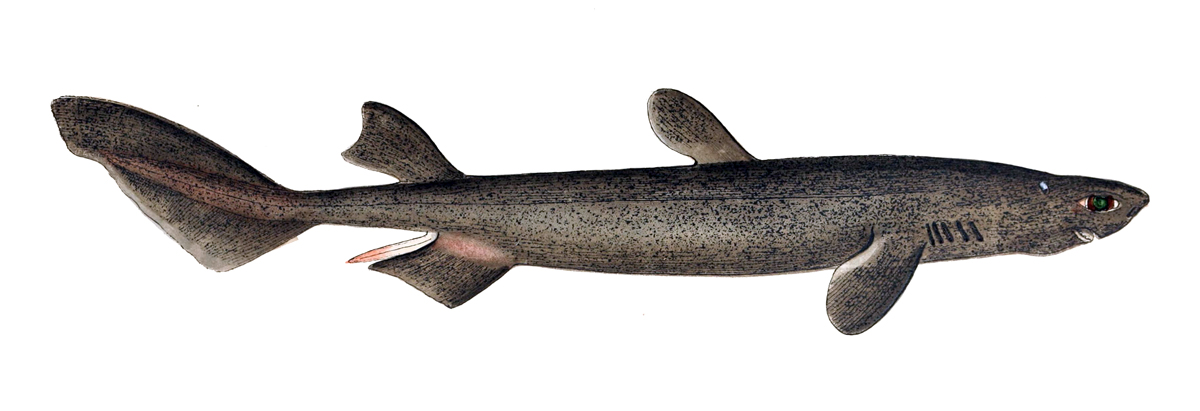
Dalatias licha
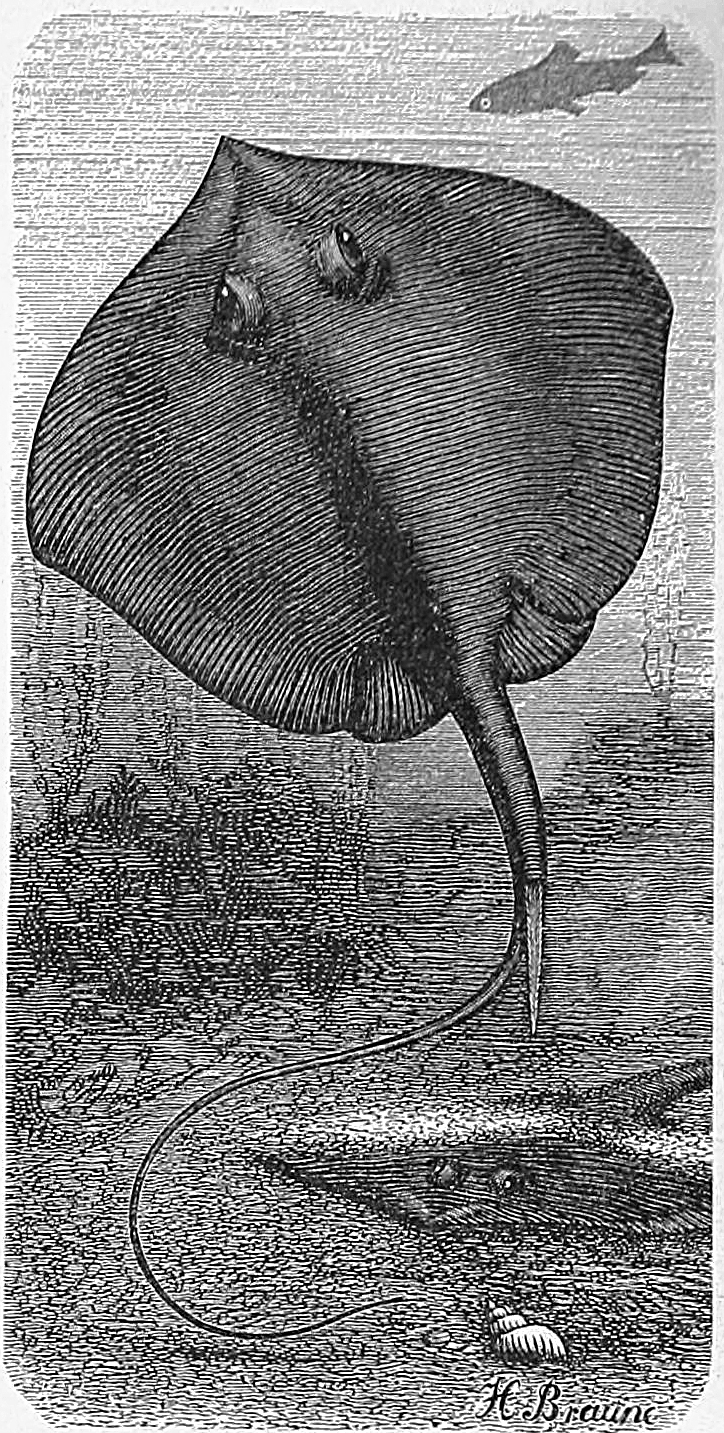
Dipturus batis
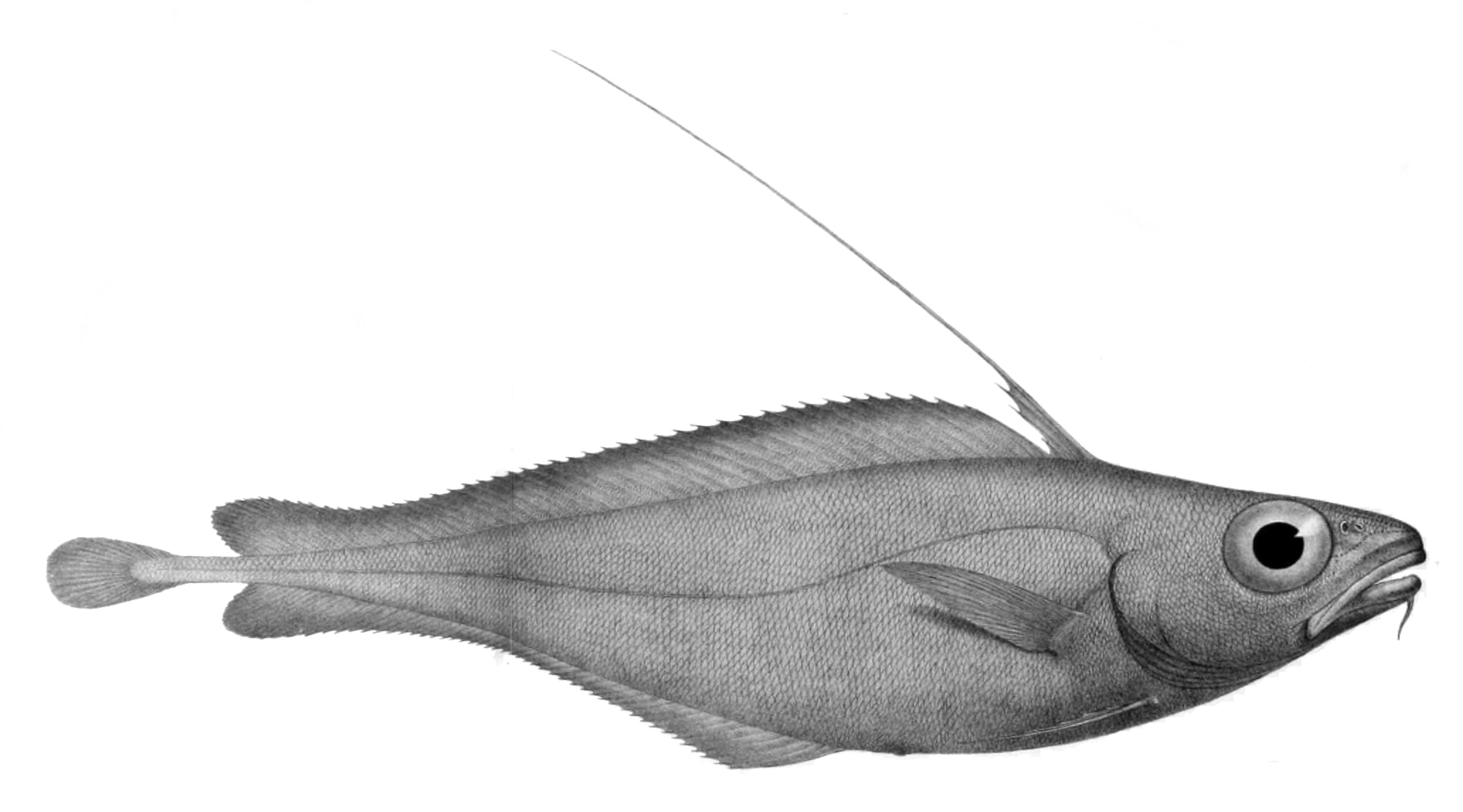
Lepidion eques
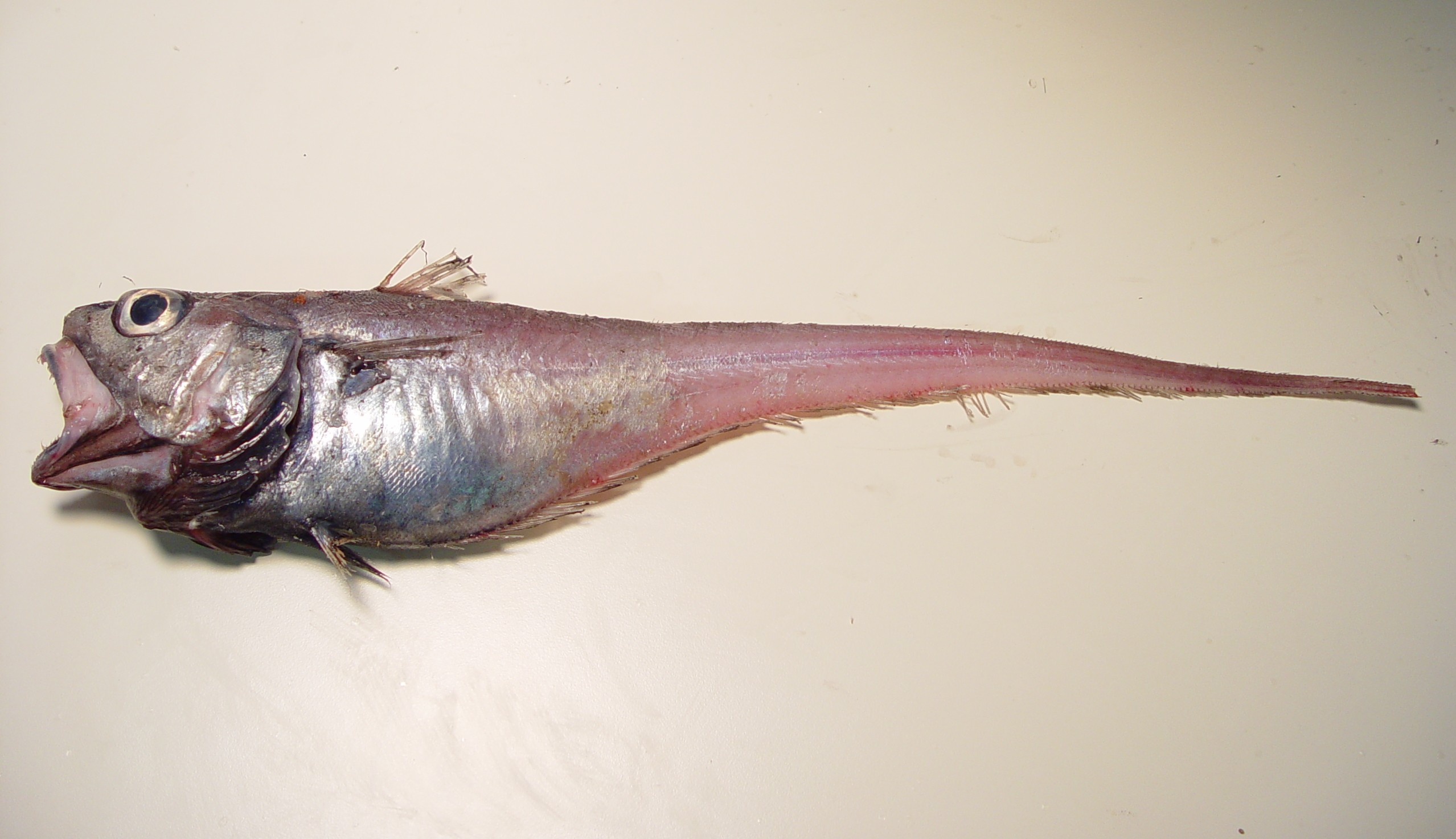
Malacocephalus laevis
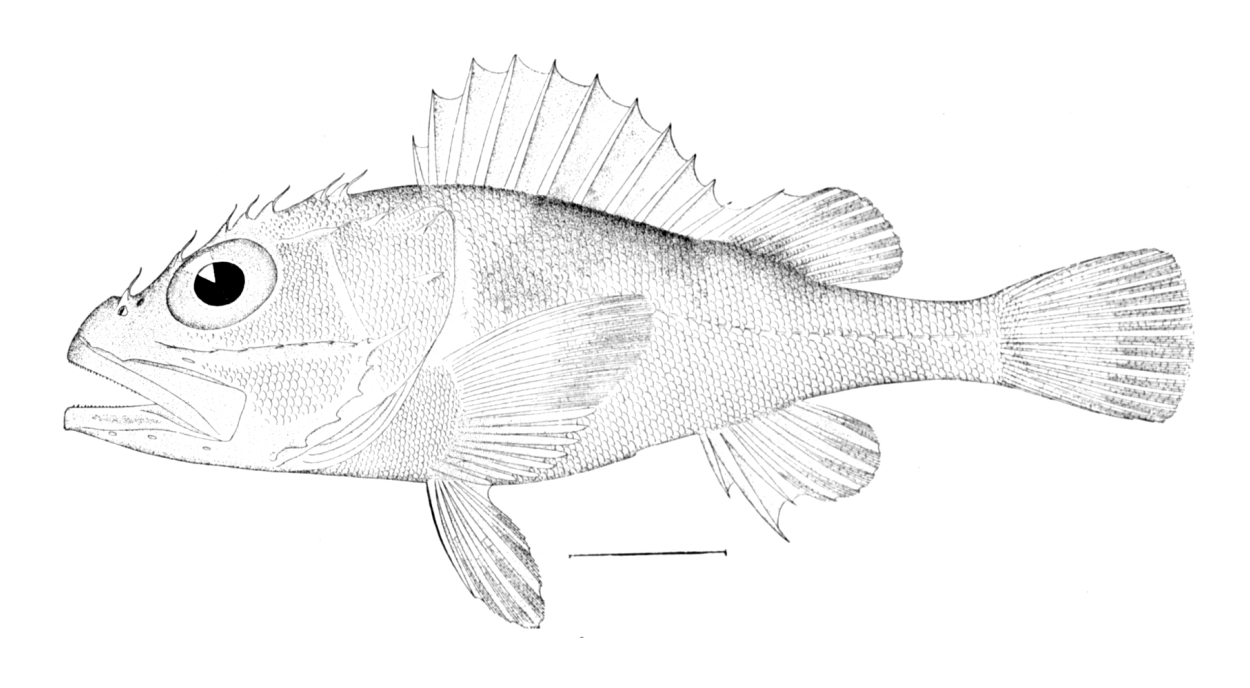
Trachyscorpia cristulata
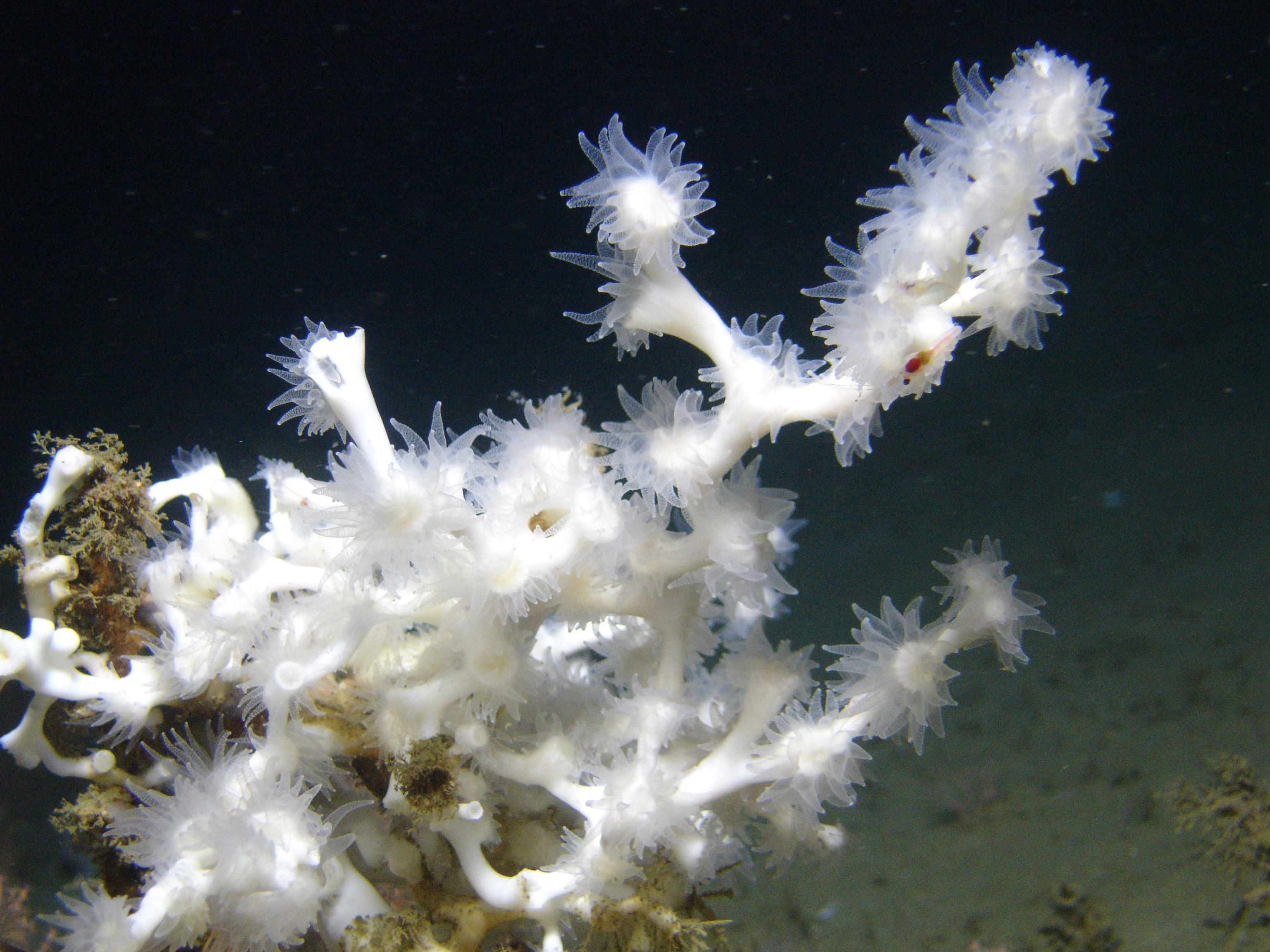
Lophelia pertusa

## Conservación

### Impactos antrópicos
La información sobre el banco de Galicia y sus ecosistemas es aún escasa, y solo se han realizado unas pocas investigaciones biológicas in situ. El impacto ambiental antrópico (el causado por el ser humano) en el banco, por ejemplo por explotación pesquera aún no ha sido evaluado con detalle. En general, estaría relacionado con la pesca de crustáceos y de tiburones en aguas profundas con palangre. Sin embargo, esta carencia de información no debe llevarnos a asumir que no sea necesaria ninguna medida de protección.

### Propuestas de protección
Actualmente no hay ninguna regulación específica o limitación para ningún tipo de uso del banco. Aún más, las prioridades del gobierno de España en términos de pesca y de conservación de los recursos naturales en mar abierto no están claras debido a la repartición de competencias entre los gobiernos autonómicos y el Estado.
Por sus características de barrera, el banco de Galicia está calificado para ser una Área de Especial Conservación por la Directiva Europea de Hábitats, por lo que el Fondo Mundial para la Naturaleza (WWF) instó al gobierno español a que asuma sus competencias en cuanto a la conservación, y para que inicie los trámites oportunos para cumplir con la citada directiva, y cumplir con el establecimiento definitivo de la red europea de espacios naturales conocida como Red Natura 2000.
En un siguiente paso, el WWF propone que el banco de Galicia sea designado como Área Marina Protegida bajo el Convenio de OSPAR.